# Cupa EHF Feminin 2017-2018 - fazele eliminatorii
Acest articol descrie fazele eliminatorii ale Cupei EHF Feminin 2017-2018.

## Echipele calificate
În această fază s-au calificat echipele care au terminat pe primele două locuri în fiecare din cele patru grupe preliminare:
| De pe locul 1 din grupă | De pe locul 2 din grupă |
| ----------------------- | ----------------------- |
| Brest Handball          | SCM Craiova             |
| HC Lada                 | Vipers Kristiansand     |
| Kastamonu Bld           | Viborg HK               |
| Larvik HK               | HC Zalău                |

## Format
În sferturile de finală, fiecare echipă clasată pe primul loc într-o grupă preliminară a jucat împotriva unei echipe clasate pe locul al doilea în altă grupă preliminară. Partidele s-au desfășurat în sistem tur-retur. Tragerea la sorți pentru stabilirea meciurilor din sferturile de finală a avut loc pe 13 februarie 2018, la sediul EHF din Viena, și a fost efectuată de Markus Glaser, Ofițerul Sportiv al EHF, și Bjørn Bjune, managerul general al clubului Larvik HK. În final a rezultat că echipa de pe locul 1 din grupa A va întâlni echipa de pe locul 2 din grupa B, iar echipa de pe locul 1 în grupa B va întâlni echipa de pe locul 2 din grupa A. De asemenea, echipa de pe locul 1 din grupa C va întâlni echipa de pe locul 2 din grupa D, iar echipa de pe locul 1 în grupa D va întâlni echipa de pe locul 2 din grupa C.
Câștigătoarele sferturilor de finală au avansat în semifinalele competiției.

## Sferturile de finală
Meciurile s-au jucat pe 3 martie (turul) și 10–11 martie 2018 (returul). Turul s-a desfășurat pe terenul echipelor clasate pe locul 2 în grupele preliminare, iar returul pe terenul echipelor clasate pe locul 1. 
| 3 martie 2018 16:00 | Viborg HK             | 28 - 21 | Larvik HK  | Vibocold Arena, Viborg Asistență: 1.564 Arbitri: Pech, Vágvölgyi |
| 3 martie 2018 16:00 | Nørgaard-Osterballe 9 | (9-8)   | Breistøl 6 | Vibocold Arena, Viborg Asistență: 1.564 Arbitri: Pech, Vágvölgyi |
| 3 martie 2018 16:00 | 5× 3×                 | Cronica | 5× 2×      | Vibocold Arena, Viborg Asistență: 1.564 Arbitri: Pech, Vágvölgyi |

| 3 martie 2018 17:00 | Vipers Kristiansand | 26 - 17 | Brest Handball | Aquarama, Kristiansand Asistență: 1.134 Arbitri: Lončar, Lončar |
| 3 martie 2018 17:00 | Lunde-Borgersen 8   | (12-10) | Pineau 5       | Aquarama, Kristiansand Asistență: 1.134 Arbitri: Lončar, Lončar |
| 3 martie 2018 17:00 | 3× 1×               | Cronica | 5× 2× 1×       | Aquarama, Kristiansand Asistență: 1.134 Arbitri: Lončar, Lončar |

| 3 martie 2018 17:00 | SCM Craiova | 23 - 25 | HC Lada     | Sala Polivalentă, Craiova Asistență: 4.200 Arbitri: Lindenbaum, Laron |
| 3 martie 2018 17:00 | Florianu 8  | (9-15)  | Dmitrieva 8 | Sala Polivalentă, Craiova Asistență: 4.200 Arbitri: Lindenbaum, Laron |
| 3 martie 2018 17:00 | 5× 3×       | Cronica | 8× 1×       | Sala Polivalentă, Craiova Asistență: 4.200 Arbitri: Lindenbaum, Laron |

| 3 martie 2018 17:00 | HC Zalău | 29 - 28 | Kastamonu Bld   | Sala Sporturilor „Gheorghe Tadici”, Zalău Asistență: 915 Arbitri: Di Domenico, Fornasier |
| 3 martie 2018 17:00 | Rob 9    | (12-15) | Marić, Uskova 6 | Sala Sporturilor „Gheorghe Tadici”, Zalău Asistență: 915 Arbitri: Di Domenico, Fornasier |
| 3 martie 2018 17:00 | 2×       | Cronica | 5× 3×           | Sala Sporturilor „Gheorghe Tadici”, Zalău Asistență: 915 Arbitri: Di Domenico, Fornasier |

| 10 martie 2018 16:00 | HC Lada                 | 23 - 26 | SCM Craiova     | Sportkomplex USK „Olimp”, Toliatti Asistență: 2.500 Arbitri: Chrzan, Janas |
| 10 martie 2018 16:00 | Dmitrieva, Novoselova 4 | (8-14)  | Ardean-Elisei 9 | Sportkomplex USK „Olimp”, Toliatti Asistență: 2.500 Arbitri: Chrzan, Janas |
| 10 martie 2018 16:00 | 4× 2×                   | Cronica | 4× 3×           | Sportkomplex USK „Olimp”, Toliatti Asistență: 2.500 Arbitri: Chrzan, Janas |

| 10 martie 2018 17:00 | Larvik HK  | 26 - 27 | Viborg HK             | Boligmappa Arena Larvik, Larvik Asistență: 652 Arbitri: Geraets, Geraets |
| 10 martie 2018 17:00 | Breistøl 8 | (13-15) | Nørgaard-Osterballe 7 | Boligmappa Arena Larvik, Larvik Asistență: 652 Arbitri: Geraets, Geraets |
| 10 martie 2018 17:00 | 1× 3×      | Cronica |                       | Boligmappa Arena Larvik, Larvik Asistență: 652 Arbitri: Geraets, Geraets |

| 10 martie 2018 20:30 | Brest Handball | 34 - 29 | Vipers Kristiansand | Arena Brest, Brest Asistență: 3.348 Arbitri: Bolić, Hurich |
| 10 martie 2018 20:30 | Pineau 7       | (18-17) | Sulland 10          | Arena Brest, Brest Asistență: 3.348 Arbitri: Bolić, Hurich |
| 10 martie 2018 20:30 | 3× 2×          | Cronica | 5× 2×               | Arena Brest, Brest Asistență: 3.348 Arbitri: Bolić, Hurich |

| 11 martie 2018 17:00 | Kastamonu Bld  | 27 - 24 | HC Zalău     | Atatürk Spor Salonu, Kastamonu Asistență: 1.500 Arbitri: Accoto Martins, Accoto Martins |
| 11 martie 2018 17:00 | İskenderoğlu 7 | (16-11) | Rob, Tămaș 5 | Atatürk Spor Salonu, Kastamonu Asistență: 1.500 Arbitri: Accoto Martins, Accoto Martins |
| 11 martie 2018 17:00 | 6× 2×          | Cronica | 2× 1×        | Atatürk Spor Salonu, Kastamonu Asistență: 1.500 Arbitri: Accoto Martins, Accoto Martins |

În meciul retur dintre Kastamonu Bld și HC Zalău echipa românească nu a fost condusă de pe bancă de antrenorul Gheorghe Tadici, care a fost suspendat de către EHF timp de două etape pentru „comportament nesportiv” la adresa arbitrilor din meciul tur.

## Semifinalele
| 7 aprilie 2018 16:00 | Viborg HK    | 34 - 31 | Vipers Kristiansand | Vibocold Arena, Viborg Asistență: 2.020 Arbitri: Bounouara, Sami |
| 7 aprilie 2018 16:00 | Jørgensen 11 | (18-16) | Sulland 6           | Vibocold Arena, Viborg Asistență: 2.020 Arbitri: Bounouara, Sami |
| 7 aprilie 2018 16:00 | 3×           | Cronica | 2×                  | Vibocold Arena, Viborg Asistență: 2.020 Arbitri: Bounouara, Sami |

| 7 aprilie 2018 17:00 | Kastamonu Bld | 22 - 23 | SCM Craiova | Atatürk Spor Salonu, Kastamonu Asistență: 1.300 Arbitri: Antić, Jakovljević |
| 7 aprilie 2018 17:00 | Uskova 8      | (15-11) | Țicu 7      | Atatürk Spor Salonu, Kastamonu Asistență: 1.300 Arbitri: Antić, Jakovljević |
| 7 aprilie 2018 17:00 | 4× 2×         | Cronica | 4× 3×       | Atatürk Spor Salonu, Kastamonu Asistență: 1.300 Arbitri: Antić, Jakovljević |

| 14 aprilie 2018 16:00 | Vipers Kristiansand | 29 - 23 | Viborg HK   | Aquarama, Kristiansand Asistență: 2.012 Arbitri: Ben-Dan, Faran |
| 14 aprilie 2018 16:00 | Brattset 9          | (15-14) | Jørgensen 8 | Aquarama, Kristiansand Asistență: 2.012 Arbitri: Ben-Dan, Faran |
| 14 aprilie 2018 16:00 | 2× 3×               | Cronica | 3× 2×       | Aquarama, Kristiansand Asistență: 2.012 Arbitri: Ben-Dan, Faran |

| 14 aprilie 2018 18:00 | SCM Craiova | 18 - 18 | Kastamonu Bld | Sala Polivalentă, Craiova Asistență: 4.215 Arbitri: Vitaku, Vitaku |
| 14 aprilie 2018 18:00 | Țicu 6      | (9-10)  | Marić, Uskova | Sala Polivalentă, Craiova Asistență: 4.215 Arbitri: Vitaku, Vitaku |
| 14 aprilie 2018 18:00 | 3×          | Cronica | 3×            | Sala Polivalentă, Craiova Asistență: 4.215 Arbitri: Vitaku, Vitaku |

## Finala

### Echipele calificate în finală
| SCM Craiova | Vipers Kristiansand |

Ordinea desfășurării celor două partide a fost stabilită prin tragere la sorți pe 17 aprilie 2018, la sediul EHF din Viena.
| 5 mai 2018 17:00 | Vipers Kristiansand | 26 - 22 | SCM Craiova | Aquarama, Kristiansand Asistență: 2.200 Arbitri: Kouz, Joba |
| 5 mai 2018 17:00 | Kristiansen 9       | (12-10) | Florianu 9  | Aquarama, Kristiansand Asistență: 2.200 Arbitri: Kouz, Joba |
| 5 mai 2018 17:00 | 3×                  | Cronica | 4× 3×       | Aquarama, Kristiansand Asistență: 2.200 Arbitri: Kouz, Joba |

| 11 mai 2018 19:30 | SCM Craiova | 30 - 25 | Vipers Kristiansand | Sala Polivalentă, Craiova Asistență: 4.215 Arbitri: Marić, Mašić |
| 11 mai 2018 19:30 | Țicu 11     | (19-12) | Sulland 10          | Sala Polivalentă, Craiova Asistență: 4.215 Arbitri: Marić, Mašić |
| 11 mai 2018 19:30 | 3× 2×       | Cronica | 1× 3×               | Sala Polivalentă, Craiova Asistență: 4.215 Arbitri: Marić, Mašić |